# Прапор Лутугиного
Пра́пор Луту́гиного — прапор міста Лутугине Луганської області. Затверджений 27 вересня 2002 року рішенням сесії міської ради.

## Опис
|  | З авторського опису прапора: «Квадратне полотнище складається з двох вертикальних смуг - від древка чорної з хвилястими білими лініями та з вільного краю - червоної; у центрі жовта зубчаста смуга шириною в 1/5 сторони прапора. Висота та ширина зубців становлять відповідно 1/10 та 1/20 сторони прапора. Автори — О.Житниченко, А.В.Закорецький.». |